# Catedral (districte de València)
El Catedral fou un antic districte i circumscripció electoral de la ciutat de València existent entre els anys 1940 i 1979. El districte de la Catedral ocupava la meitat nord de l'actual districte de Ciutat Vella de València, incloent part o la totalitat dels actuals barris d'El Carme, El Mercat, La Seu, Velluters i La Xerea.
El nom del districte, Catedral, prové la Seu de València, situada a la plaça de la Mare de Déu. L'any 1978 el districte tenia 23.285 habitants.

## Geografia

Riu Túria des del pont dels Serrans (1950)

Geogràficament, el districte de la Catedral es trobava al bellmig de la ciutat de València, aleshores simple capital de la província de València. El Catedral ocupava la meitat exacta septentrional de l'actual districte de Ciutat Vella de València o Intramurs, aleshores dividida en dos districtes. En concret, ocupava els part o la totalitat dels actuals barris d'El Carme, El Mercat, La Seu, Velluters i La Xerea.
El Catedral limitava amb els districtes de La Saïdia i Exposició al nord; Botànic a l'oest i el Patriarca al sud. Tota la part nord estava banyada pel riu Túria. La línia que separava el ditricte de Catedral del del Patriarca es trobava al carrer de la Pau, la plaça de la Reina, la plaça del Mercat i el carrer de Murillo.

### Nomenclàtor
A continuació es presenta un nomenclàtor del districte de l'any 1960. Cal assenyalar que s'hi esmenten carrers actualment desapareguts (representats amb el símbol †), amb altres noms, i amb noms castellanitzats i/o amb grafies corruptes (en aquest cas s'han aplicat els noms actuals sempre que hi existisquen).
- C/. Abadia de Sant Nicolau
- C/. Abaixadors
- C/. Adoberies
- C/. Aladrers
- Pl. Alfons el Magnànim
- C/. Almirall
- C/. Almodí
- Pl. Almoina
- C/. Alt
- C/. Altar de Sant Vicent
- C/. Álvarez
- C/. Amoroses
- C/. Àngel[4]
- Pl. Àngel
- C/. Aparisi i Guijarro
- C/. Arabista Ribera
- Pl. Arbre
- C/. Archer i Anna Huntington
- Pl. Arquebisbe
- C/. Assaonadors
- C/. Ausiàs March[5]
- C/. Avellanes[6]
- C/. Batlia
- C/. Baix
- C/. Bany dels Pavesos
- C/. Banys de l'Almirall
- C/. Barcella
- C/. Baró d'Herbers[7]
- C/. Baró de Petrés
- C/. Betlem
- C/. Beneficència
- Pl. Beneyto i Coll
- C/. Blanqueria
- C/. Boix
- C/. Bosseria
- C/. Brodadors
- C/. Burguerins
- C/. Cavallers
- C/. Cabillers
- C/. Cabrit
- C/. Cadirers
- C/. Caixers
- C/. Calatrava
- C/. Calderers
- C/. Canvis
- C/. Campaners (†)[8]
- C/. Cañete
- C/. Capelleria
- C/. Carda
- C/. Cardona
- C/. Caritat
- Pl. Carme
- C/. Carrasquer
- C/. Castellvins[9]
- Pl. Cecs
- Pl. Cisneros
- Pg. Ciutadella
- C/. Cobertís
- C/. Cobertís dels Brodadors
- C/. Cobertís de Sant Tomàs
- C/. Concòrdia
- C/. Conquesta
- Pl. Companyia
- C/. Comte d'Almodòvar
- Pl. Comte de Bunyol
- Pl. Comte de Carlet
- C/. Comte de Montornés
- C/. Comte d'Olocau
- Pl. Comte del Reial
- C/. Comte de Trènor
- Pl. Comunió de Sant Esteve
- C/. Cordellats
- C/. Corona
- C/. Corredors
- Pl. Correu Vell[10]
- C/. Cors (†)[11]
- C/. Covarrubias
- Pl. Crespins
- C/. Creu
- C/. Cruïlles
- C/. Cuines
- C/. Cullereta (†)[12]
- C/. Damià Forment
- C/. Danses
- Davallada de Sant Miquel
- C/. Drets
- C/. Doctor Chiarri
- Pl. Doctor Collado
- C/. Edeta
- C/. En Blanch
- C/. En Borràs
- C/. En Bou
- C/. En Colom
- C/. En Gordó
- C/. En Llopis
- C/. En Pina
- C/. En Roca
- C/. En Roda
- C/. Encarnació[13]
- C/. Entença
- C/. Ercilla
- C/. Ermita de Sant Jaume
- C/. Escalons de la Llonja[14]
- C/. Escola del Temple
- C/. Espasa
- Pl. Espart
- C/. Estamenyeria Vella
- C/. Estret de l'Almodí
- C/. Estret de la Companyia
- C/. Farina
- C/. Fenollosa
- C/. Ferros de la Ciutat (†)[15]
- C/. Forn dels Apòstols
- Pl. Forn de Sant Nicolau
- C/. Fos
- C/. Frígola
- C/. Gallines
- C/. Garcilaso
- C/. Garrofa
- C/. Gegant
- C/. General Palanca
- C/. General Tovar
- C/. Generoso Hernández[16]
- C/. Gil Polo
- Passatge Giner
- Pg. Glorieta[17]
- C/. Governador Vell
- C/. Guillem de Castro
- C/. Guillem del Rei[18]
- C/. Gutemberg
- C/. Herba
- C/. Historiador Beuter
- C/. Historiador Chabàs
- C/. Horts
- C/. Hostal de Morella
- Pl. Ibanyes
- C/. Impertinències
- C/. Jardins
- C/. Jovellanos
- C/. Joan de Joanes
- C/. Joan Plaça
- C/. Juristes
- C/. Justícia
- C/. Landerer
- C/. Llenya (†)[19]
- C/. Llibertat
- C/. Llíria[20]
- C/. Llotja
- Pl. Lope de Vega
- C/. Lusitans
- C/. Llimera
- Pl. Manises[21]
- C/. Mar
- C/. Mare de Déu (†)[11]
- Pl. Mare de Déu
- C/. Mare de Déu de les Neus
- C/. Mare Vella[22]
- Pl. Marqués Busianos[23]
- C/. Marqués de Caro
- Pl. Marqués d'Estella[24]
- C/. Marsella
- C/. Martín Mengod
- C/. Medines
- C/. Mendoza
- Pl. Mercat
- C/. Micalet
- Pl. Micalet (†)[25]
- C/. Misser Tarazona
- C/. Miracle
- C/. Miracle del Mocadoret[26]
- C/. Misericòrdia[27]
- C/. Monges
- Pl. Montcada (†)[11]
- Pl. Mossén Milà
- Pl. Mossén Sorell
- C/. Morella
- C/. Moret
- C/. Moro Zeid
- C/. Muñoz Degrain
- C/. Murillo
- C/. Mur de Santa Anna[28]
- C/. Murtereta
- C/. Museu
- C/. Músic Chapí[29]
- C/. Músic José Iturbi
- C/. Na Jordana
- Pl. Na Jordana[30]
- C/. Nàquera
- Pl. Navarros
- C/. Navellos
- Pl. Negrito[31]
- C/. Nocturns
- Pl. Nules
- C/. Olivera
- Pl. Olivereta[32]
- C/. Pare d'òrfens
- C/. Palma de Gandia[33]
- C/. Palomar
- C/. Palomino
- C/. Pau
- C/. Perdiu
- C/. Pes de la Farina
- C/. Pineda
- C/. Pintor Fillol
- C/. Pintor López
- C/. Pinzón
- Pl. Poeta Badenes (†)[34]
- Pl. Poeta Llorente
- C/. Pollastre
- Pl. Portal Nou
- C/. Portal de la Valldigna
- C/. Pouet de Sant Vicent
- C/. Pou
- C/. Presó de Sant Vicent
- Pujada del toledà
- C/. Puñaleria (†)[35]
- C/. Puríssima
- C/. Quart
- C/. Raga
- C/. Rellotge Vell
- C/. Repés
- C/. Rei En Jaume
- Pl. Reina
- C/. Ripalda
- C/. Roques
- C/. Roteros
- C/. Ruiz de Lihory
- C/. Sabateria dels xiquets
- C/. Sabaters
- C/. Saragossa (†)[36]
- C/. Sagrari de la Companyia
- C/. Sagrari del Salvador
- C/. Salines
- C/. Salut
- C/. Salvador
- C/. Salvador Giner
- C/. Samaniego
- C/. Sant Bertomeu[37]
- Pl. Sant Bertomeu (†)[38]
- C/. Sant Bult[39]
- Pl. Sant Bult
- C/. Sant Calze[40]
- C/. Sant Cristòfol
- C/. Sant Donís
- C/. Sant Esteve[41]
- Pl. Sant Esteve
- C/. Sant Jaume[42]
- Pl. Sant Jaume
- C/. Sant Llorenç[43]
- Pl. Sant Llorenç
- Pl. Sant Lluís Beltrán
- C/. Sant Miquel
- Pl. Sant Miquel[44]
- Pl. Sant Nicolau
- C/. Sant Ramon
- C/. Sant Tomàs
- Pl. Sant Vicent Ferrer
- Pl. Santa Caterina
- Pl. Santa Creu
- C/. Santa Elena
- Pl. Santa Margarida
- C/. Santa Teresa
- Pl. Santa Úrsula
- C/. Santíssim
- C/. Sénia
- C/. Serrans
- Pl. Serrans[45]
- C/. Soguers
- C/. Talega
- C/. Tapineria
- C/. Temple[46]
- Pl. Temple
- Pl. Tetuán
- C/. Tint (†)[47]
- C/. Tossal
- C/. Tossalet
- C/. Trinitaris
- C/. Trinquet de cavallers
- C/. Unió
- C/. Valencians
- C/. Vall de Crist
- C/. Vergara
- C/. Verònica
- C/. Vicente Ximeno
- C/. Viciana
- C/. Viriat[48]
- C/. Zurita

## Història

Plaça de la Seu (1950)

El districte de Catedral fou creat l'any 1940 per la nova administració municipal franquista sorgida després de la guerra civil espanyola. El nom del districte té el seu origen en la Seu de València, consagrada a la Mare de Déu des de temps de Jaume I i sita a la plaça de la Mare de Déu o de la Seu. La plaça de la Seu ha segut el centre neuràlgic de la ciutat de València des de l'imperi romà i ha estat ocupada pel fòrum, la catedral visigòtica i la mesquita de la ciutat successivament. Geogràfica i administrativament, el districte del Patriarca venia a substituir en part o totalment als antics districtes creats el 1887 de Centre (I), Audiència (II), Universitat (III), Misericòrdia (VI) i Museu (VII).
Com ja havia passat amb els anteriors, el nou districte va esdevindre també circumscripció electoral, en aquest cas per a les eleccions al terç familiar a l'ajuntament. Això passà, no obstant, a les darreres eleccions a regidors del franquisme, és a dir, les del 1973, on resultà elegit regidor pel districte Rafael Larruy Mata. Finalment, amb l'arribada de la corporació municipal sorgida de les eleccions municipals de 1979, es va establir una nova divisió administrativa de la ciutat que suposà la dissolució del districte de Catedral i la seua integració (amb el del Patriarca) en el nou districte de Ciutat Vella de València.

## Demografia
Població per edat (1970)
| Gràfica d'evolució de Catedral entre 1940 i 1978 |
|                                                  |